# Домбровиці (гміна Макув)
Домбровиці (пол. Dąbrowice) — село в Польщі, у гміні Макув Скерневицького повіту Лодзинського воєводства.
Населення — 647 осіб (2011).
У 1975-1998 роках село належало до Скерневицького воєводства.

## Демографія
Демографічна структура станом на 31 березня 2011 року:
|          | Загалом | Допрацездатний вік | Працездатний вік | Постпрацездатний вік |
| -------- | ------- | ------------------ | ---------------- | -------------------- |
| Чоловіки | 323     | 63                 | 225              | 35                   |
| Жінки    | 324     | 53                 | 180              | 91                   |
| Разом    | 647     | 116                | 405              | 126                  |